# Tre metri sopra il cielo (romanzo)
Tre metri sopra il cielo è il primo romanzo rosa di Federico Moccia, pubblicato per la prima volta il 16 novembre 1992 e ristampato nel 2004.
Con questo libro Federico Moccia vince il Premio Torre di Castruccio, sezione Narrativa 2004 e il Premio Insula Romana, sezione Giovani Adulti 2004.

## Storia editoriale
In un primo momento Federico Moccia ha dei problemi nel trovare una casa editrice che sia disposta a pubblicare il romanzo d'esordio e lo pubblica così a sue spese con una piccola casa editrice, Il Ventaglio, ma con una tiratura di poche copie. In seguito le poche copie del libro che non si trovano più vengono fotocopiate dai giovani lettori appassionati che cominciano a diffonderlo. Nel 1998 viene ristampato dalla romana Capasso Editrice. Nel 2004 il libro ottiene un enorme successo tra i licei romani e viene pubblicato dalla Feltrinelli in una edizione ridotta.

## Trama
Il romanzo racconta la storia dell'innamoramento tra due giovani dell'alta borghesia della zona nord di Roma verso la fine degli anni ottanta (poi anni duemila, nell'edizione ristampata): Babi Gervasi, studentessa della scuola privata "Santa Giuliana Falconieri", bella e altezzosa, e Stefano Mancini, detto Step, ragazzo scontroso e problematico che frequenta cattive compagnie dopo la separazione dei genitori. Questo amore, molto forte e sentito dai due, sarà pieno di avvenimenti e difficoltà. Babi, presa dal mondo sregolato di Stefano, lo seguirà nelle sue gare clandestine in moto e arriverà a giurare il falso in tribunale pur di non far condannare Stefano per aggressione verso un ragazzo, mentre Stefano cercherà di conciliare la sua vita con la ritrovata felicità dell'amore per Babi. Il titolo del romanzo si riferisce ad una scritta che Stefano disegna su un muro per dimostrarle il suo amore. Purtroppo la loro storia arriverà al capolinea a causa della morte durante una gara clandestina di Pollo, migliore amico di Stefano e fidanzato della migliore amica di Babi, Pallina. Stanca di quella vita problematica, Babi volta le spalle a Stefano e all'amica, mentre il ragazzo parte per l'America.

## Opere derivate

### Film
In seguito al grande successo di vendite riscontrato, nel 2004 viene realizzata una produzione cinematografica tratta dal libro con l'omonimo nome, curato dal regista Luca Lucini. Il film esce nelle sale il 12 marzo 2004.
Nel 2010 è stato realizzato un remake spagnolo del film, intitolato Tres metros sobre el cielo. Il film è una produzione spagnola diretta da Fernando González Molina ed interpretata da María Valverde, Mario Casas, Nerea Camacho e Diego Martín.

### Musical
A partire dal mese di aprile 2007 parte il musical Tre metri sopra il cielo tratto dall'omonimo libro con protagonisti Massimiliano Varrese nel ruolo di Step e Martina Ciabatti nel ruolo di Babi

### Parodie
- Tre metri sotto terra: brevi poesie degli amori tramontati, di Massimiliano Nuzzolo, con le illustrazioni di Giorgio Finamore, I lemming, n.32, Coniglio Editore 2007, Roma, ISBN 9788860630728.

## Edizioni
- Tre metri sopra il cielo, Roma, Il Ventaglio, novembre 1992.
- Tre metri sopra il cielo, Roma, Capasso, 1998, SBN RMS1143876.
- Tre metri sopra il cielo, collana Super universale economica, Milano, Feltrinelli, 2004, ISBN 88-07-84039-1.
- Tre metri sopra il cielo, Milano, Mondadori, 2005, SBN LO11009637.
- Tre metri sopra il cielo, Milano, Mondolibri, 2005, SBN LO11010370.
- Tre metri sopra il cielo, collana Narrativa, n. 707, Milano, Nord, 2017, ISBN 978-88-429-3019-8.
- Tre metri sopra il cielo, collana I grandi, Milano, TEA, 2019, ISBN 978-88-502-5420-0.